# Fígado de Placência
O Fígado de Placência é um artefato etrusco encontrado em 26 de setembro de 1877, próximo a Gossolengo, na província de Placência, Itália. É um modelo de bronze em tamanho natural de um fígado de carneiro coberto com escritos etruscos. Os escritos sobre o fígado são nomes de deidades etruscas. É acreditado ser o modelo de bronze que serviu como ferramenta para sacerdotes quando praticavam haruspício. Foi datado do século IV-II a.C. O fígado de bronze está agora à mostra no Museu Municipal de Placência, no Palácio Farnésio.
A borda externa do fígado apresenta ainda 16 setores como um modelo de cosmos: o céu era dividido pelos etruscos em dezesseis sedes, cada uma residida por uma determinada divindade. Isso era utilizado na etrusca doutrina dos relâmpagos.

## Inscrições
Os teônimos são abreviados e em muitos casos, a leitura até mesmo da abreviatura é contestada. Como resultado, existe um consenso para a interpretação de nomes individuais apenas em um pequeno número de casos. A leitura dada abaixo é a de Morandi (1991), a menos que indicado de outra forma:
circunferência:
1. tin[ia]/cil/en
2. tin[ia]/θvf[vlθas]
3. tins/θneθ
4. uni/mae uni/ea (Juno?)
5. tec/vm (Cel? Telo?)
6. lvsl
7. neθ[uns] (Netuno)
8. caθ[a] (Luna?[7])
9. fuflu/ns (Baco)
10. selva (Silvano)
11. leθns
12. tluscv
13. celsc
14. cvl alp
15. vetisl (Véjove?)
16. cilensl

interior:
1. tur[an]  (Vênus)
2. leθn (como o n. 11)
3. la/sl (Lares?)
4. tins/θvf[vlθas] (como o n. 2)
5. θufl/θas
6. tins/neθ  (como o n. 3?)
7. caθa (como o n. 8)
8. fuf/lus (como o n. 9)
9. θvnθ(?)
10. marisl/latr
11. leta (Leda)
12. neθ (como o n. 7)
13. herc[le]  (Héracles)
14. mar[is]  (Marte)
15. selva   (como o n. 10)
16. leθa[m]
17. tlusc  (como o n. 12)
18. lvsl/velch
19. satr/es (Saturno)
20. cilen   (como o n. 16)
21. leθam   (como o n. 32)
22. meθlvmθ
23. mar[is] (como o n. 30)
24. tlusc  (como o n. 12)

## Leitura avançada
- Van der Meer, L.B. (1987). The bronze liver of Piacenza. Amsterdam: J.C. Gieben.